# Aradophagus pulchricorpus
Aradophagus pulchricorpus är en stekelart som först beskrevs av Alan Parkhurst Dodd 1915.  Aradophagus pulchricorpus ingår i släktet Aradophagus och familjen Scelionidae. Inga underarter finns listade.